# Estación de Saint-Agne
La estación de Saint-Agne es una estación ferroviaria de la ciudad de Toulouse. Es una estación regional, que complementa a la estación principal, Toulouse-Matabiau. Dispone a poca distancia de una estación del metro de Toulouse, Saint Agne-SNCF.
Se encuentra en la línea Toulouse-Bayona, y es la última estación antes de la bifurcación de Empalot de la que parte la línea denominada Saint Agne-Auch.

## Situación
La estación se encuentra en el barrio de Saint Agne, al sur de la ciudad de Toulouse. En la zona la línea circula entre casas, estando los andenes situados entre ellas. La línea cruza perpendicularmente con la avenida de la URSS, hacia la que la estación tiene su salida.
En la misma avenida unos pocos metros más al norte se construyó la estación del metro de Toulouse de Saint-Agne SNCF, que permite el transbordo entre las líneas de ferrocarril regional y el metro. No existe pasillo de conexión entre ambas estaciones, por lo que la conexión se realiza por la avenida.

## Servicios
Las líneas que pasan por la estación tienen un tráfico fundamentealmente regional. Los trenes de grandes líneas no realizan parada en la estación. Son 4 las líneas de ferrocarril regional TER las que realizan parada en la estación, que unen Toulouse con Auch, Latour-de-Caril, Pau y Montréjeau.